# Districtes del Cantó de Berna
Els Districtes del Cantó de Berna (Suïssa) eren 26 i tots portaven el nom de la capital. Aquests districtes van ser reformats el 2010 i es van crear els Districtes administratius del Cantó de Berna. La majoria dels districtes eren germanòfons, si eren francòfons o bilingües s'indica entre parèntesis:
- Districte d'Aarberg
- Districte d'Aarwangen
- Districte de Berna
- Districte de Burgdorf

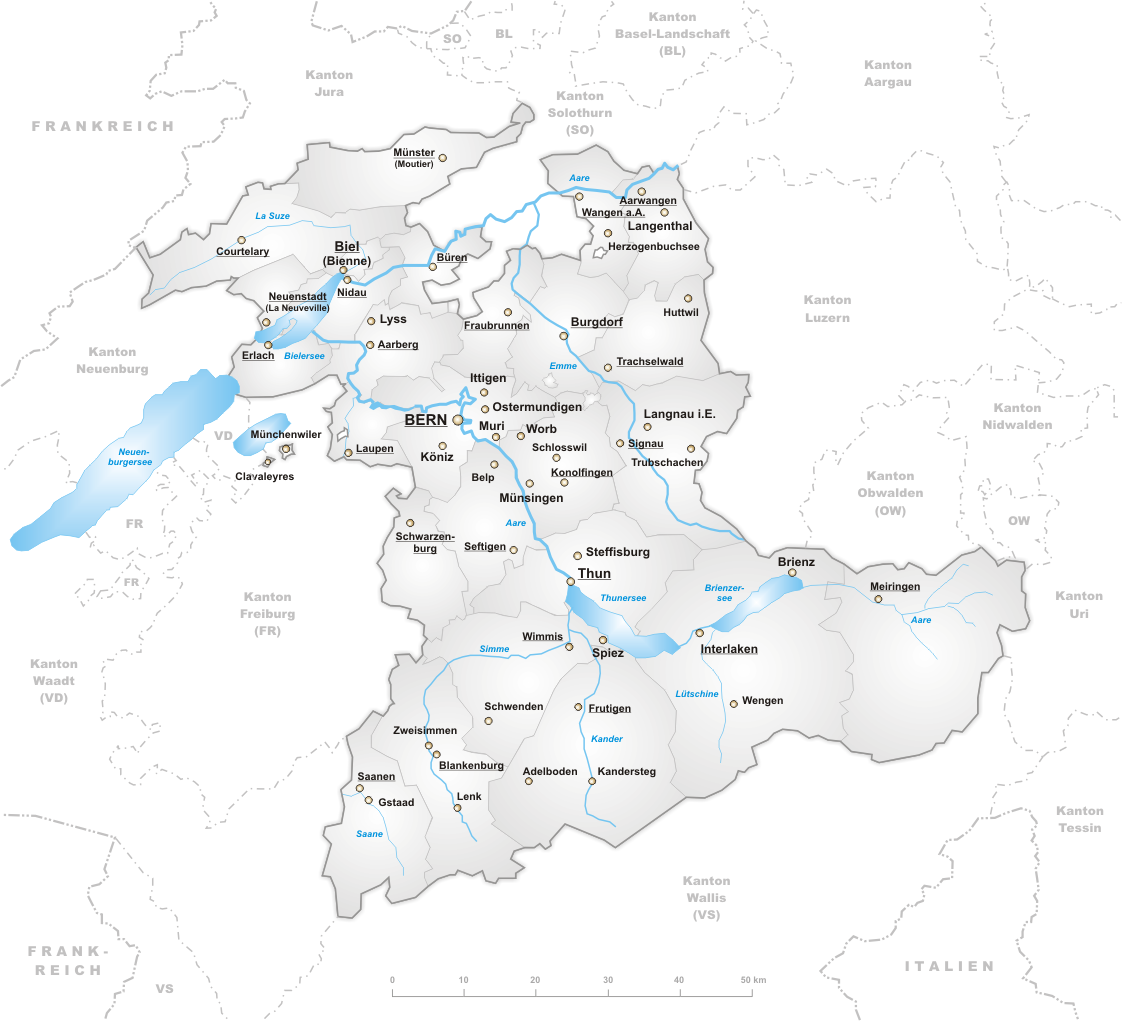
Districtes del cantó de Berna

- Districte de Bienne (districte bilingüe)
- Districte de Büren
- Districte d'Erlach
- Districte de Courtelary (districte francòfon)
- Districte de Fraubrunnen
- Districte de Frutigen
- Districte d'Interlaken
- Districte de Konolfingen
- Districte de La Neuveville (districte francòfon)
- Districte de Laupen
- Districte de Moutier (districte francòfon)
- Districte de Nidau
- Districte de Niedersimmental
- Districte d'Oberhasli
- Districte d'Obersimmental
- Districte de Saanen
- Districte de Schwarzenburg
- Districte de Seftigen
- Districte de Signau
- Districte de Thun
- Districte de Trachselwald
- Districte de Wangen